# 상나일 지방

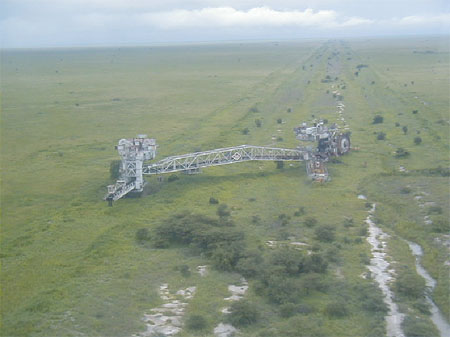
상나일 지방

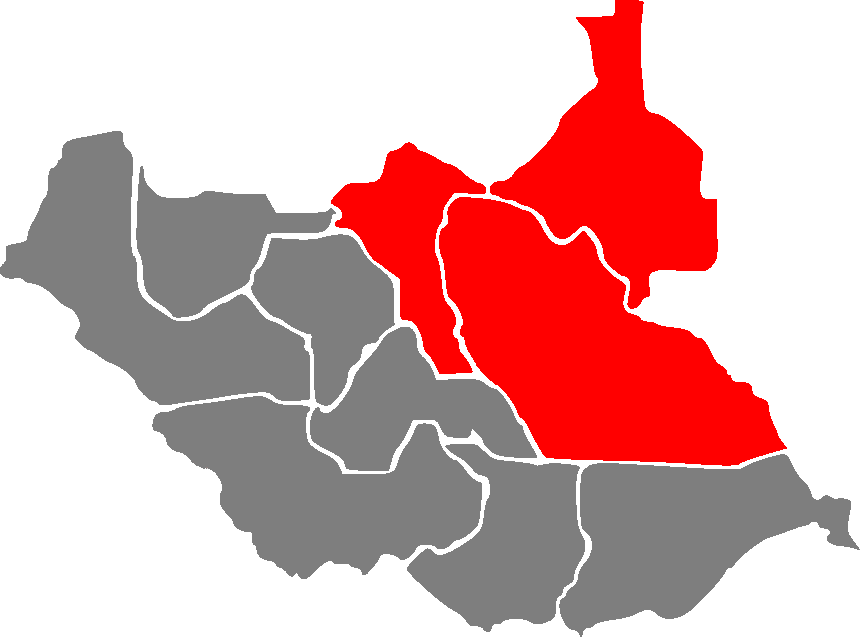
상나일 지방의 위치

상나일 지방(Greater Upper Nile)은 남수단 북동부에 위치한 지방으로 면적은 236,208km2, 인구는 2,908,756명(2008년 기준), 인구 밀도는 12명/km2이다. 지방 이름은 이 지방을 흐르는 백나일강에서 유래된 이름이다. 동쪽으로는 에티오피아, 북쪽으로는 수단과 국경을 접하며 종글레이 주, 유니티 주, 상나일 주가 이 지방에 속한다.

## 같이 보기
- 백나일강